# Asesinato de Tia Rigg
Tía Rigg (4 de enero de 1998 - 3 de abril de 2010) fue una niña asesinada en Cheetham Hill, Manchester, Inglaterra, el 3 de abril de 2010. Rigg, de doce años, fue torturada, violada y asesinada por su tío materno, John Maden. 
El 4 de octubre de 2010, Maden, de 38 años, que se había declarado culpable del delito, fue condenado a cadena perpetua con la recomendación de que nunca sea liberado, lo que significa que probablemente permanecería en prisión hasta que muera.
Al dictar sentencia, el juez Keith dijo: "Este es uno de esos casos excepcionales en los que el único castigo justo requiere que sea encarcelado por el resto de su vida". 

## Asesinato
A las 14:17 del 3 de abril de 2010, Maden, que tenía desde hacía un año un "interés obsesivo" en la pornografía relacionada con la pedofilia, la violación y la tortura que descargaba de internet, llamó por teléfono a su hermana Lynne (madre de Rigg) y le pidió que Tia fuera a su casa en Dalmain Close, Cheetham Hill, para cuidar a su sobrina de 10 años.   Cuando llegó a las 3:00 p.m., la narcotizó con olanzapina, un tranquilizante antipsicótico que le habían recetado. 
Luego le infligió un "horrible catálogo de lesiones sexuales" antes de apuñalarla y estrangularla mediante ligadura con una cuerda de guitarra. A las 15.45, Maden llamó al número de emergencias 999 y dijo: "Hola, me gustaría denunciar un asesinato". Luego dio su nombre y dirección y cuando el operador le preguntó qué había sucedido, respondió: "Mi sobrina ha sido asesinada por mí... Acabo de matarla ahora mismo". Cuando le preguntaron por qué la había matado, respondió: "Porque me dio la gana" y finalizó la llamada. 
Los agentes de la policía de Manchester (Greater Manchester Police) llegaron a la dirección dos minutos después. Maden abrió la puerta a los oficiales, quienes lo describieron como "escalofriantemente tranquilo", y los dirigió hacia el piso superior. Encontraron el cuerpo de Rigg boca arriba en el suelo de una habitación de invitados. 
Una autopsia determinó que Rigg había sufrido una grave pérdida de sangre por sus heridas de arma blanca y lesiones internas, pero la causa principal de su muerte fue estrangulamiento por ligadura.

## Repercusión
Maden fue juzgado en el Tribunal de la Corona de Manchester el 4 de octubre de 2010. El fiscal Gordon Cole QC dijo al tribunal: "En el año anterior a abril de este año, el acusado había desarrollado lo que se puede describir adecuadamente como un interés obsesivo en imágenes y literatura relacionada con la pedofilia, la violación y la tortura. Tenía una extensa biblioteca de ese tipo de materiales que incluía literatura que trataba sobre métodos de asesinato".
La policía había encontrado "cientos de imágenes extremas de abuso infantil y pornografía violenta" en el ordenador portátil de John, además de más material en su teléfono móvil en carpetas llamadas "snuff", "snuff stories" y "brutal rape". El inspector jefe detective David Warren, quien dirigió la investigación, reveló que Maden se negó a explicar sus acciones y nunca mostró remordimiento por el asesinato. 
Después de declararse culpable de violación y asesinato, Maden fue sentenciado a cadena perpetua con la recomendación de que nunca fuera liberado. Al dictar sentencia, el juez Keith le dijo: "Es ineludible que Tia Rigg haya muerto porque usted decidió hacer realidad sus fantasías de torturar y matar a una niña pequeña. Es difícil saber cuánto duró la terrible experiencia de Tia. El terror, el dolor inimaginable que le infligió, las indignidades a las que la sometió mientras aún estaba viva. Todo fue planeado, premeditado y su agonía debió ser prolongada. Este es uno de esos casos excepcionales en los que el único castigo justo exige que lo encarcelen por el resto de su vida". 